# Andrzej Szewiński

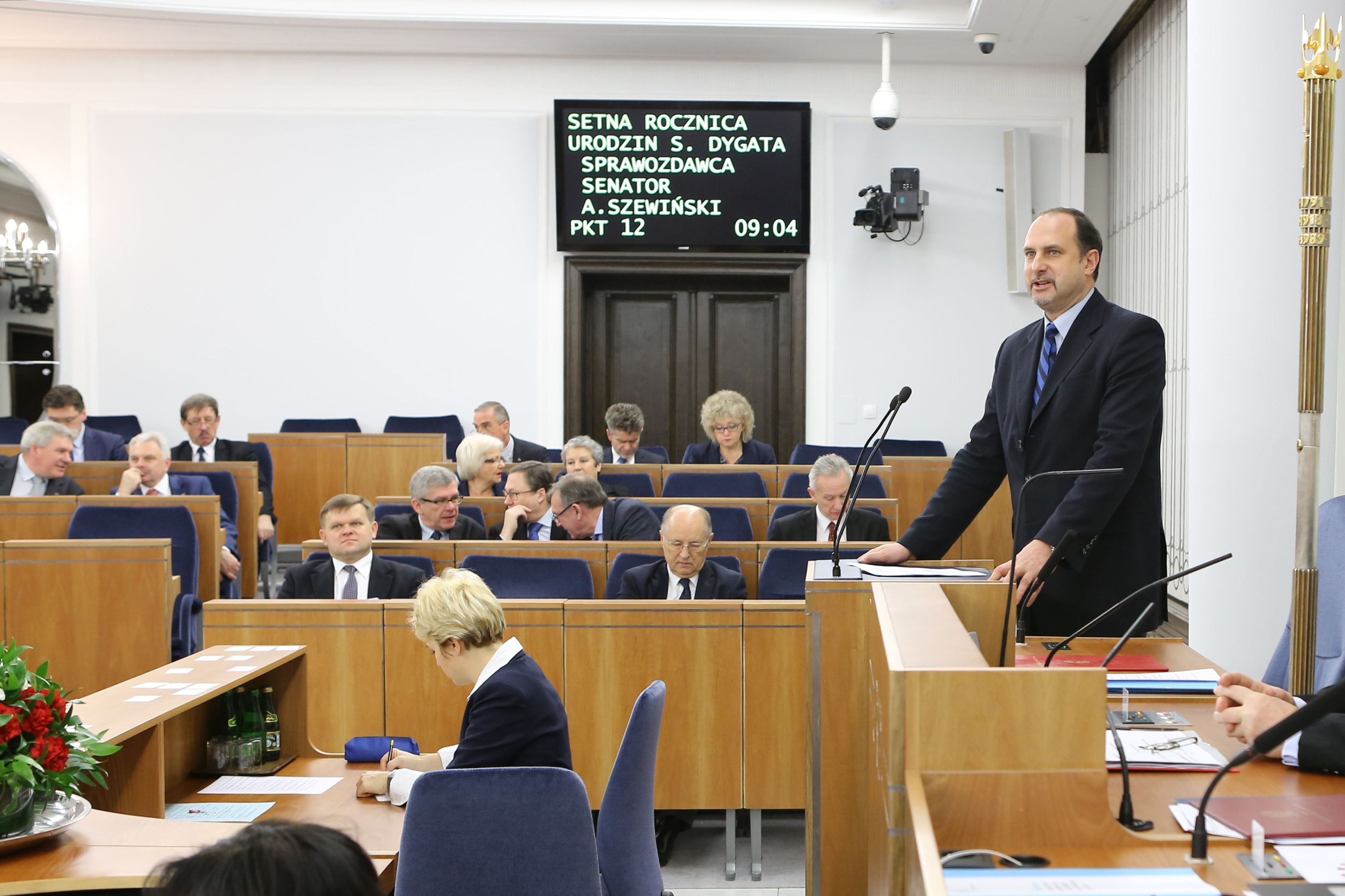
Andrzej Szewiński podczas 66. posiedzenia Senatu (2014)

Andrzej Szewiński (ur. 20 lutego 1970 w Warszawie) – polski siatkarz, grający na pozycji atakującego, trzykrotny mistrz Polski (1990, 1993, 1994), wicemistrz Letniej Uniwersjady 1993, działacz sportowy i polityk, senator VII i VIII kadencji (2007–2015), zastępca prezydenta Częstochowy (2015–2019), poseł na Sejm IX i X kadencji (od 2019).

## Życiorys

### Kariera sportowa
Syn Ireny Szewińskiej i Sławomira Szewińskiego. Mierzy 198 cm wzrostu. Karierę sportową rozpoczął w klubie młodzieżowym MKS MDK Warszawa w 1984, od 1989 do 1994, od 1999 do 2001 i od 2002 do 2005 był zawodnikiem AZS Częstochowa, z którym trzykrotnie wywalczył mistrzostwo Polski (1990, 1993, 1994), pięciokrotnie wicemistrzostwo Polski (1991, 1992, 2000, 2001, 2003) i trzy razy brązowy medal MP (2000, 2004, 2005). W 1993 i 1994 był wybierany przez „Przegląd Sportowy” do pierwszej szóstki odpowiednio sezonu 1992/1993 i 1993/1994. Występował także w klubach zagranicznych – drugoligowym, włoskim Bipop Brescia (1994–1995), Maccabi Tel Awiw (1995–1996), Beşiktaş Stambuł (1996–1999), Galatasaray Stambuł (2001–2002).
Z reprezentacją Polski juniorów wystąpił na mistrzostwach Europy w 1988 (4. miejsce) i mistrzostwach świata w 1989 (7. miejsce). W reprezentacji Polski seniorów zadebiutował 27 grudnia 1989, w towarzyskim spotkaniu z UCLA Los Angeles, w 1993 wystąpił na Letniej Uniwersjadzie, zdobywając z drużyną srebrny medal, a następnie na mistrzostwach Europy, zajmując z drużyną siódme miejsce. Ostatni raz w reprezentacji Polski wystąpił 21 listopada 1993 w meczu kwalifikacji mistrzostw świata 1994 z Łotwą. Łącznie w biało-czerwonych barwach wystąpił w 58 spotkaniach. Zakończył karierę w 2005, obejmując później funkcje kierownicze w zarządzie klubu AZS Częstochowa, m.in. do 2007 był jego prezesem.

### Działalność społeczna i polityczna
Ukończył II Liceum Ogólnokształcące im. Stefana Batorego w Warszawie oraz studia w Instytucie Wychowania Fizycznego, Turystyki i Fizjoterapii Akademii im. Jana Długosza w Częstochowie. Prowadził własną działalność gospodarczą.
Od 2006 do 2007 był radnym sejmiku śląskiego z ramienia Platformy Obywatelskiej. W wyborach parlamentarnych w 2007 z ramienia tej partii został wybrany na senatora VII kadencji w okręgu częstochowskim, otrzymując 81 777 głosów. Później wstąpił do PO. W wyborach parlamentarnych w 2011 zdobył 37 471 głosów w okręgu jednomandatowym i po raz drugi wszedł do Senatu. W 2014 kandydował na prezydenta Częstochowy, zajmując 4. miejsce spośród 7 kandydatów. W 2015 nie uzyskał senatorskiej reelekcji. 30 grudnia 2015 zastąpił Krzysztofa Łozińskiego na stanowisku wiceprezydenta Częstochowy odpowiedzialnego za nadzór nad pracą wydziałów administracji architektoniczno-budowlanej, geodezji i kartografii oraz zdrowia, a także Miejskiej Pracowni Urbanistyczno-Planistycznej. W 2018 bez powodzenia kandydował do sejmiku województwa.
W wyborach w 2019 z ramienia Koalicji Obywatelskiej uzyskał mandat posła IX kadencji z okręgu częstochowskiego, otrzymując 10 023 głosy. W wyborach w 2023 z powodzeniem ubiegał się o poselską reelekcję (z wynikiem 10 171 głosów).

## Wyniki w wyborach ogólnopolskich
| Wybory | Komitet wyborczy    | Komitet wyborczy      | Organ              | Okręg           | Wynik           |
| ------ | ------------------- | --------------------- | ------------------ | --------------- | --------------- |
| 2007   |                     | Platforma Obywatelska | Senat VII kadencji | nr 27           | 81 777 (31,90%) |
| 2011   | Senat VIII kadencji | Platforma Obywatelska | nr 69              | 37 471 (37,12%) |                 |
| 2015   | Senat IX kadencji   | Platforma Obywatelska | nr 69              | 29 755 (29,94%) |                 |
| 2019   |                     | Koalicja Obywatelska  | Sejm IX kadencji   | nr 28           | 10 023 (3,52%)  |
| 2023   | Sejm X kadencji     | Koalicja Obywatelska  | 10 171 (3,14%)     | nr 28           |                 |